# Carolyn Christov-Bakargiev
Pour les articles homonymes, voir Christov.
Carolyn Christov-Bakargiev, née le 2 décembre 1957 à Ridgewood (New Jersey aux États-Unis), est une écrivaine et historienne de l'art italo-américaine.
Elle est la récipiendaire du prix Audrey Irmas 2019 pour l'excellence de la conservation. Elle est actuellement directrice du Castello di Rivoli Museo d'Arte Contemporanea et de la Fondazione Francesco Federico Cerruti à Turin. Elle a été professeure invitée distinguée Edith Kreeger Wolf en théorie et pratique de l'art à la Northwestern University (2013-2019).

## Biographie
Carolyn Christov-Bakargiev est nommée la personne la plus puissante du monde de l'art en 2012 par ArtReview sur la liste Power 100. Christov-Bakargiev est directeur artistique de la dOCUMENTA (13) qui a ouvert ses portes à Cassel le 9 juin 2012 et a organisé des ateliers, des séminaires et des expositions à Alexandrie (Égypte), Kaboul (Afghanistan) et Banff (Canada). Sa direction de la dOCUMENTA (13), considérée comme l'une des expositions les plus intellectuelles et les plus significatives du monde de l'art, a renouvelé l'une des intentions primordiales de l'exposition d'enrôler la culture comme agent de reconstruction, de guérison et de dialogue.

### Critique d'art
Après avoir obtenu son diplôme, Carolyn Christov-Bakargiev déménage à Rome et commence à écrire en tant que critique d'art pour des quotidiens, notamment Reporter et Il Sole 24 Ore. Ses reportages sont centrés sur l'art d'avant-garde et l'art contemporain du début du XXe siècle. Elle écrit beaucoup sur le mouvement Arte povera, comme dans son livre Arte Povera (Themes and Movements), Phaidon Press, Londres. Elle écrit les premières monographies sur le travail de l'artiste sud-africain William Kentridge en 1996/97 (Bruxelles, Palais des Beaux Arts) et sur l'artiste canadienne Janet Cardiff en 2001 (New York, PS1 Contemporary Art Center). Elle écrit des livres sur Adrián Villar Rojas (2019), Hito Steyerl (2019), Nalini Malani (2018), Anna Boghiguian (2017), Giovanni Anselmo (2016), Ed Atkins (2016), Wael Shawky (2016), Franz Kline (2004), Alberto Burri (1996), Fabio Mauri (1994). Ses livres comprennent également dOCUMENTA (13), the 100 Notes–100 Thoughts series ainsi que The Book of Books (2011–12).

### Carrière de conservateur
Après avoir travaillé comme commissaire d'expositions indépendant pendant de nombreuses années et organisé des expositions d'été de 1998 à 2000 à la Villa Medici à Rome, en Italie ; elle est la conservatrice principale du PS1 Contemporary Art Center à New York, une filiale du Museum of Modern Art. Ayant occupé ce poste de 1999 à 2001, elle a initié la première édition du Grand New York, organisée avec d'autres conservateurs du MoMA PS1. À PS1, elle a ensuite organisé l'enquête révolutionnaire sur le travail de Janet Cardiff. À la suite de ce mandat, elle est conservatrice en chef du musée Castello di Rivoli à Turin, en Italie, de 2001 à 2008 et directrice intérimaire du musée en 2009. Depuis, elle travaille, dans le monde entier, en tant que commissaire. Entre autres expositions, elle est directrice artistique de la 16e Biennale de Sydney en 2008, intitulée Revolutions – Forms that Turn. Le 3 décembre 2008, elle est nommée directrice artistique de la treizième édition de la documenta, dOCUMENTA (13), qui s'est déroulée du 9 juin au 16 septembre 2012, à Cassel, en Allemagne. En 2015, elle organise la 14e Biennale d'Istanbul intitulée "SaltWater: a Theory of Thought Forms", qui a eu lieu dans de nombreux endroits répartis dans la zone métropolitaine d'Istanbul, du 5 septembre 2015 au 1er novembre 2015. De 2016 à 2017, elle est également directrice du GAM Galleria Civica d'Arte Moderna e Contemporanea et du Castello di Rivoli Museo d'Arte Contemporanea.
En 2019, elle reçoit le prix Audrey Irmas pour l'excellence curatoriale.

## Publications (sélection)
- Willie Doherty. In the dark, projected works (Im Dunkeln, projizierte Arbeiten), Kunsthalle Bern, 1996,  (ISBN 3-85780-108-5)
- William Kentridge, Palais des Beaux-Arts, Bruxelles, 1998,  (ISBN 90-74816-09-6)
- Arte Povera (Themes and Movements), Phaidon Press, London, 1998,  (ISBN 978-0714834139)
- Janet Cardiff, a survey of works (including collaborations with George Bures Miller), P.S. 1 Contemporary Art Center, Long Island City, 2001,  (ISBN 0-9704428-3-1)
- The Moderns, Skira, Milan, 2003,  (ISBN 978-88-8491-544-3)
- Pierre Huyghe, Skira, Milan, 2004,  (ISBN 978-88-8491-573-3)
- with David Anfam: Franz Kline (1910–1962), Skira, Milan, 2004,  (ISBN 978-88-8491-866-6)
- Faces in the Crowd. Picturing Modern Life from Manet to Today, Castello di Rivoli Museo d’Arte Contemporanea, Skira, Milan, Whitechapel Gallery, Castello di Rivoli Museo d’Arte Contemporanea, 2004,
- Franz Kline, Castello di Rivoli Museo d’Arte Contemporanea, Skira, Milan, Castello di Rivoli Museo d’Arte Contemporanea, 2004
- Revolutions – Forms That Turn, Biennale of Sydney, Thames and Hudson, 2008  (ISBN 978-0500976845)
- Thomas Ruff, Castello di Rivoli Museo d’Arte Contemporanea, Skira, Milan, Castello di Rivoli Museo d’Arte Contemporanea, 2009  (ISBN 9788857201863)
- Documenta 13: Catalog I/3, II/3, III/3, The Book of Books, Kassel, Hatje Cantz, 2012,  (ISBN 978-3775729512)
- Arte Povera: Radical Uses Of Materials, Processes, And Situations, in Stedelijk Collection Reflections: Reflections on the Collection of the Stedelijk Museum Amsterdam, Stedelijk Museum, nai010 Publishers, 2013
- 14th Istanbul Biennial Saltwater Catalogue, Istanbul, IKSV Yayinlari, 2015,  (ISBN 978-6055275259)
- Hito Steyerl The city of Broken Windows, Castello di Rivoli Museo d’Arte Contemporanea, Skira, Milan, Castello di Rivoli Museo d’Arte Contemporanea, 2019,  (ISBN 9788857240299)
- Foreword, in Carolee Thea, On Curating II, D.A.P. Publications, New York, 2019  (ISBN 9781938922909)